# Las ranas
Las ranas (griego antiguo Βάτραχοι Bátrachoi, latín Ranae) es una comedia escrita por el dramaturgo griego Aristófanes. Fue representada en las Leneas, una de las fiestas de Dioniso, en el año 405 a. C.

## Trama
Las ranas narra la historia del dios Dioniso, desesperado por el estado de los autores de tragedias de Atenas, y supuestamente recuperándose de la desastrosa Batalla de Arginusas. Así, viaja al Hades para traer de vuelta a Eurípides del mundo de los muertos. Lleva consigo a su esclavo Jantias, que es más inteligente, fuerte, racional, prudente, valiente y educado que Dioniso. Para ganarse a la audiencia, la primera escena consiste en una serie de chistes y humor grueso en la que Jantias supera sutilmente a Dioniso en cada frase.
Para hallar un camino seguro al Tártaro, Dioniso busca el consejo de su hermanastro Heracles, que ya había estado allí para robar al sabueso Cerbero. Dioniso se presenta en su puerta vestido con una piel de león y llevando una clava. Heracles, tras ver al afeminado Dioniso vestido como él, no puede sino reír. A la pregunta de qué camino es el más rápido para llegar al Hades, Heracles contesta con las opciones de ahorcarse, beber veneno o tirarse de una torre. Dioniso elige el más largo viaje por un lago (posiblemente el Aqueronte), el mismo que tomó Heracles.
Cuando Dioniso llega al río, Caronte le portea. A Jantias, siendo un esclavo, no se le deja subir a bordo, pues no pudo tomar parte en la Batalla de Arginusas, y tiene que rodearlo a pie. Mientras Dioniso ayuda a remar, oye un coro de ranas croando (la única escena de la obra en la que aparecen ranas). Su canto —Brekekekex ko-ax ko-ax— se repite constantemente y Dioniso se une a él. Cuando llegan a la orilla, Dioniso se vuelve a encontrar con Jantias y son brevemente asustados por Empusa. Un segundo coro compuesto por espíritus de los misterios dionisíacos aparece pronto. 
El siguiente encuentro es con Éaco, que confunde a Dioniso con Heracles debido a su atuendo. Aún enfadado por el robo de Cerbero por parte este, Éaco amenaza con soltar a varios monstruos sobre él como venganza. Asustado, Dioniso cambia sus ropas con Jantias. Una doncella llega entonces y se muestra feliz de ver a Heracles. Le invita a un banquete con bailarinas vírgenes y Jantias está más que feliz de ser obligado. Pero Dioniso quiere volver a cambiar las ropas de inmediato. De nuevo con la piel de león, Dioniso se encuentra con más gente enfadada con Heracles, por lo que vuelve a cambiarla con Jantias una tercera vez.
Cuando Éaco regresa, Jantias le sugiere torturar a Dioniso para obtener la verdad sobre si es realmente un ladrón o no, y le ofrece varias opciones para hacerlo, caracterizadas por su crueldad. El aterrorizado Dioniso dice la verdad y admite que es un dios. Después de que ambos sean azotados, Dioniso es llevado ante los señores de Éaco, y se comprueba la verdad.
Dioniso encuentra entonces a Eurípides en mitad de un conflicto. Eurípides, que había muerto muy recientemente, está retando al gran Esquilo para sentar a cenar al «Mejor Poeta Trágico» en la mesa de Hades. Se celebra un concurso con Dioniso de juez. Los dos dramaturgos citan versos de sus obras y se burlan de los del otro por turnos. Eurípides argumenta que los personajes de sus obras son mejores porque están más cercanos a la vida y la lógica, mientras Esquilo cree que sus personajes idealizados son mejores por ser más heroicos y modelos de virtud. Esquilo lleva ventaja en la discusión y empieza a ridiculizar a Eurípides. Hace que Eurípides cite versos de muchos de sus prólogos, interponiendo cada vez un «...perdió su botella de aceite».
Para resolver el debate, se presenta una balanza y se dice a ambos que digan unos pocos versos en ellas. Aquel cuyos versos tengan más «peso» hará que la balanza se incline a su favor. Esquilo gana y Dioniso decide llevárselo de vuelta en el lugar de Eurípides. Antes de marcharse, Esquilo proclama que Sófocles y no Eurípides debería ocupar su silla mientras no esté.

## Adaptaciones
El musical Las ranas fue una adaptación libre de la obra de Aristófanes en los años 1970, donde el personaje de Eurípides fue reemplazado por George Bernard Shaw y Esquilo por William Shakespeare. Una versión extendida se estrenó en Broadway en 2004, escrita por Stephen Sondheim y protagonizada por Nathan Lane.
Jason Tyne, Keith Dworkin y Rachel Klein estrenaron una nueva versión usando números circenses en septiembre de 2006, representados por la Rising Sun Performance Company en Central Park. La adaptación, ambientada en un escenario contemporáneo, reemplazaba a Empusa por un karaoke griego, a Esquilo por Antón Chéjov, a Eurípides por Arthur Miller (incluyendo bromas subidas de tono sobre Marilyn Monroe) y a Sófocles por Tennessee Williams.
En 2023 es filmada Frogs, una producción amateur rodada íntegramente en griego con subtítulos en holandés, cuyo argumento reproduce, con retoques, el de Las ranas de Aristófanes.